# 长毛月见草
长毛月见草（学名：Oenothera villosa）为柳叶菜科月见草属下的一个种。

## 扩展阅读
- 維基物種上的相關：长毛月见草